# جواكيم بينتو كوريا
جواكيم بينتو كوريا (بالبرتغالية: Joaquim Pinto Correia‏) هو طبيب وسياسي برتغالي، ولد في 15 يونيو 1930 في بورتو في البرتغال، وتوفي بنفس المكان في 14 مارس 2011. حزبياً، نشط في الحزب الديمقراطي الاجتماعي (البرتغال).